# Pterygornis
Pterygornis is een geslacht van uitgestorven vogels uit het Vroeg-Krijt van het huidige China, behorend tot de Enantiornithes. De enige benoemde soort is Pterygornis dapingfangensis.

## Vondst en naamgeving
In 2015 werd de typesoort Pterygornis dapingfangensis benoemd en beschreven door Wang Min, Hu Han en Li Zhiheng. De geslachtsnaam is een combinatie van het Oudgriekse πτέρυξ, pteryx, 'vleugel', en ὄρνις, ornis, 'vogel'. Eerder werd overwogen de naam 'Dispersusia' te maken omdat de botten zo verspreid lagen. De soortaanduiding verwijst naar de herkomst bij de stad Dapinfang.
Het fossiele holotype IVPP V20729 is in Liaoning gevonden in lagen van de Jehol-groep. Het bestaat uit een gedeeltelijk skelet met schedel. De beenderen liggen niet in verband, welk nadeel het voordeel heeft dat hun morfologie beter bestudeerd kan worden.
In 2017 werd een tweede exemplaar gemeld, specimen IVPP V16363, een skelet met schedel en veerafdrukken. Het ligt wel in verband en is zeer gaaf bewaard gebleven.

## Beschrijving
Pterygornis is een vrij kleine vogel met een romplengte van vijftien centimeter.
Verschillende onderscheidende kenmerken zijn vastgesteld. Het eerste en tweede middenhandsbeen zijn onderaan vergroeid. Het tweede middenvoetsbeen heeft onderaan een goed ontwikkeld scharniergewricht. De palmzijde van het tweede middenvoetsbeen heeft een diepe peesgroeve.
In 2017 werd enkele aanvullende onderscheidende kenmerken aangeven. De praemaxilla draagt vijf tanden in plaats van vier. De praemaxilla wordt op het zijvlak doorboord door een zeer groot ovaal foramen. Het eerste middenhandsbeen is over de volle lengte vergroeid met het tweede middenhandsbeen.
De snuit is spits. Bij het fossiel heeft het quadratojugale de vorm van een omgekeerde L, net als bij aanzienlijk basalere vogels. De beschrijvers leidden hier uit af dat tijdens de evolutie van de vogels achtereenvolgens de punt van de achterste onderhoek verloren ging en daarna de tak naar het squamosum, wat de kinesis, de interne beweeglijkheid, van de schedel verbeterde. In het bekken zijn darmbeen, schaambeen en zitbeen naadloos vergroeid wat onder in de vogels in het Onder-Krijt eerder alleen werd aangetroffen bij Qiliania en Piscivorenantiornis. Gecombineerd met de vergroeiingen in de hand, toont Pterygornis versmeltingen die eerder alleen bekend waren van vogels die veertig miljoen jaar jonger waren. Daarbij wijst de botstructuur op een zeer snelle groei waarbij een volwassen grootte in minder dan twee jaar bereikt werd.

## Fylogenie
Pterygornis is in de Enantiornithes geplaatst, in een afgeleide positie. In 2017 toonde een analyse dat Pterygornis de zustersoort was van Fortunguavis.